# Lubang (ilha)
A ilha Lubang é uma pequena ilha a sul de Luzon, nas Filipinas. Tem 10 km de norte a sul e cerca de 255 km2 de área. Pertence administrativamente a Mindoro Ocidental. É a maior de um arquipélago de sete ilhas também chamado Lubang
Foi nesta ilha que o soldado japonês Hiroo Onoda passou trinta anos da sua vida a atacar as populações e refugiar-se na floresta, entre 1944 e 1974, sem saber que a Segunda Guerra Mundial tinha terminado em 1945.